# Liste des abbés du Mont-Cassin

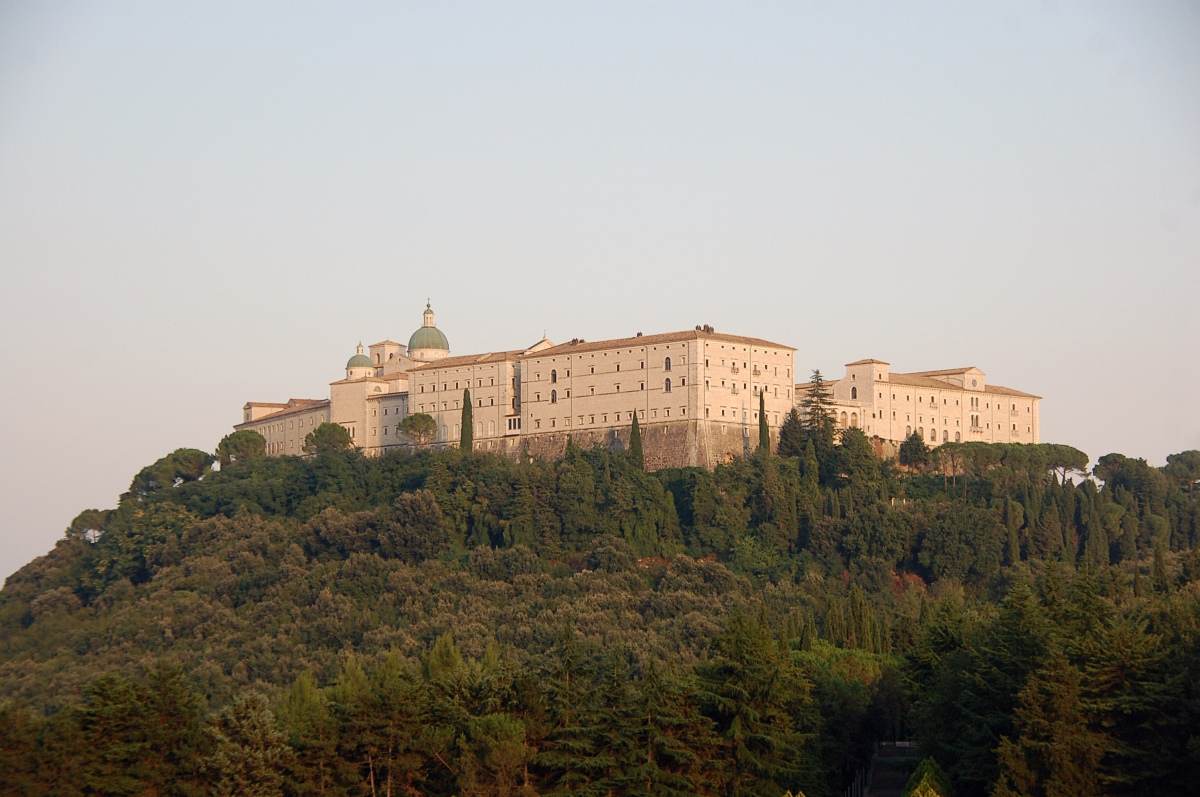
Vue du Mont-Cassin (2010).

Cette liste recense l'ensemble des abbés du Mont-Cassin.

## VIesiècle
- Benoît de Nursie (Benedetto da Norcia[1]) : premier abbé mentionné à partir de 525/529
- Constantin (Costantino) : 547 – 560?
- Simplicius (Simplicio) : 560? – 576?
- Vital (Vitale) : 576? – 580?
- Bonitus (Bonito) : 580? – 584
  - 584[2] : première destruction du Mont-Cassin par les Lombards ; abandon de l'abbaye.

## VIIIesiècle
- Petronax (Petronace) : 717? – 747 ; il débute la reconstruction du Mont-Cassin.
- Optat ou Optatus (Optato)  : 747?	– 760
- Ermeri ou Ermeris (Ermeri)  : 760 – 760
- Gratien (Graziano) : 760 – 764
- Tomichi ou Tomichis (Tomichi) : 764 – 771
- Poton (Potone) : 771 – 777
- Théodemar (Teodemaro) : 777/778 – 796
- Gisolf ou Gisulf (Gisolfo ou Gisulfo) : 796 – 817

## IXesiècle
- Apollinaire (Apollinare) : 817 – 828
- Déodat (Diodato) : 828 – 834
- Hildéric (Ilderico) : 834 – 834
- Autpert (Autperto) : 834 – 837
- Bassace ou Bassacius (Bassacio) : 837 – 856
- Bertaire (Bertario) : 856 – 883 ; martyrisé par les Sarrasins qui s'emparent de l'abbaye.
  - 883 : deuxième destruction du Mont-Cassin par les Sarrasins ; nouvel abandon de l'abbaye et exil des abbés à Teano puis à Capoue.
- Angelaire ou Angelar (Angelario) : 883 – 889
- Ragembrand (Ragembrando) : 890 – 899
- Léon ou Léo (Leone ou Leo) : 899 – 914

## Xesiècle
- Jean (Giovanni) : 914 – 934
- Adelpert (Adelperto) : 934 – 943/944?
- Baudouin (Baldovino) : 943/944? – 946
- Maielpot (Maielpoto) : 943/944? – 948
- Aligern (Aligerno) : 948 – 985 ; il organise la deuxième reconstruction du Mont-Cassin (retour des moines dans l'abbaye).
- Manson ou Manso (Mansone) : 986 – 996
- Jean II (Giovanni II) : 996 – 997
- Jean III (Giovanni III) : 997 – 1010

## XIesiècle
- Jean IV (Giovanni IV) : 1010 – 1011
- Aténolf (Atenolfo) : 1011 – 1022
- Thibaud (Teobaldo) : 1022 – 1035
- Basile (Basilio) : 1036 – 1038
- Richer (Richerio) : 1038 – 1055
- Pierre (Pietro) : 1055 – 1057
- Frédéric de Lorraine (Friedrich) : 1057 – 1058
- Dauferio : 1058 – 1086
- Oderise ou Oderisius (Oderisio) : 1086 – 1105

## XIIesiècle
- Otton ou Othon (Ottone) : 1105 – 1107
- Bruno (Bruno) : 1107 – 1111
- Gérard (Gerardo) : 1111 – 1123
- Oderise II ou Oderisius II (Oderisio II) : 1123 – 1126
- Nicolas (Nicola) : 1126 – 1127
- Senioret ou Senioretus (Senioretto) : 1127 – 1137
- Rainaud ou Rainald (Rainaldo) : 1137 – 1137
- Wibald (Guibaldo ou Wibaldo) : 1137 – 1137
- Rainaud II ou Rainald II (Rainaldo II) : 1137 – 1166
- Théodin (Teodino) : 1166 – 1167
- Gilles ou Égidius (Egidio) : 1168 – 1168
  - Pierre (Pietro) : 1168 – 1171 (administrateur apostolique)
- Dominique (Domenico) : 1171 – 1174
- Pierre II (Pietro II) : 1174 – 1186
- Roffred de l'Isola ou Roffred d'Isola (Roffredo de Insula) : 1188 – 1210

## XIIIesiècle
- Pierre III (Pietro III) : 1210 – 1211
- Adénolf (Adenolfo) : 1211 – 1215
- Étienne ou Stéphane (Stefano) : 1215 – 1227
- Landolf Sinibald (Landolfo Sinibaldo) : 1227 – 1236
  - Pandolf (Pandolfo) : 1237 – 1238 (administrateur apostolique)
- Étienne II ou Stéphane II (Stefano II) : 1238 – 1248
- Nicolas II (Nicola II) : 1251 - ?
- Richard (Riccardo) : 1252 – 1262
- Théodin II (Teodino II) : 1262 – 1263
- Bernard (Ayglier) (Bernardo (Aiglerio)) : 1263 – 1282
- Thomas (Tommaso) : 1285 – 1288
- Ponce (Ponzio) : 1292 – 1292
- Guillaume (Guglielmo) :  1293 – 1294?
- Angelaire II ou Angelar II (Angelario II) : 1294 – 1295
- Béraud (Beraudo) : 1295 – 1295
  - Bernard (Bernardo) : 1295 – 1296 (administrateur apostolique)
- Galard (Galardo) : 1296 – 1301

## XIVesiècle
- Thomas II (Tommaso II) : 1304 – ?
- Marin (Marino) : 1306 – 1313
- Isnard (de Pontevès) (Isnardo) : ? – ?
  - Odon ou Eudes (Oddone) : 1323 – 1326 (administrateur apostolique)
- Raimond (de Gramat) (Raimondo (de Gramat)) : 1326 – 1340 ; à partir de la gouvernance abbatiale de Raimond, les abbés du Mont-Cassin deviennent évêques.
- Guy de Saint-Germain (Guido di San Germano) : 1340 – 1341
- Richer II (de Miremont) (Richerio II (de Miremont)) : 1341 – 1343
- Étienne Aldebrand dit Étienne III ou Stéphane III (Stefano III) : 1343 – 1345/1346[3]
- Guillaume II (de Rosières) (Guglielmo II (de Rosières)) : 1345/1346 – 1353
  - 1349 : troisième destruction du Mont-Cassin causée par un violent séisme.
- Francesco degli Atti : 1353 – 1355
- Angelo I Acciaiuoli : 1355 – 1357
- Angelo II della Posta : 1357 – 1362
- Angelo III Orsini : 1362 – 1365
- Urbano ou Guglielmo III : 1366 – 1369
- Bartolomeo da Siena : 1369 – 1369 ; à partir sa gouvernance, les évêques du Mont-Cassin deviennent abbés moines.
- Andrea da Faenza : 1369 – 1373
- Pietro IV (de Tartaris) : 1374 – 1395
- Enrico Tomacelli : 1396 – 1413

## XVesiècle
- Pirro Tomacelli : 1414 – 1442
- Antonio Carafa : 1446 – 1454
- Ludovico Trevisan : 1454 – 1465 ; à partir sa gouvernance, les abbés moines du Mont-Cassin deviennent abbés commendataires.
- Pietro Barbo ou Pietro V : 1465 – 1471
- Giovanni d'Aragona : 1471 – 1485
- Giovanni de' Medici : 1486 – 1504

## XVIesiècle
- Eusebio Fontana : 1505 – 1506 ; à partir sa gouvernance, les abbés commendataires deviennent abbés de la congrégation du Mont-Cassin.
- Zaccaria Castagnola : 1506 – 1509
- Graziano II : 1509 – 1510
- Ignazio Squarcialupi : 1510 – 1516
- Vincenzo de Riso : 1517 – 1518
- Teofilo Piacentini : 1519 – 1520
- Ignazio Squarcialupi : 1520 – 1521 ; abbé pour la deuxième fois.
- Ludovico Trivulzio : 1522 – 1522
- Giustino Harbes : 1522 – 1523
- Ignazio Squarcialupi : 1524 – 1526 ; abbé pour la troisième fois.
- Crisostomo de Alessandro : 1527 – 1531
- Agostino Bonfili : 1531 – 1533
- Crisostomo de Alessandro : 1533 – 1538 ; abbé pour la deuxième fois.
- Girolamo : 1538 – 1539
- Ignazio II : 1539 – 1541
- Girolamo II (Scloccheto) : 1541 – 1546
- Lorenzo Zambelli : 1546 – 1549
- Girolamo II (Scloccheto) : 1549 – 1551 ; abbé pour la deuxième fois.
- Innocenzo Nicolai : 1551 – 1554
- Girolamo III (Calcini) : 1554 – 1555
- Isidoro Mantegazzi : 1555 – 1556
- Ignazio III (Vicani) : 1556 – 1559
- Angelo IV (de Faggis) : 1559 – 1564
- Ignazio III (Vicani) : 1564 – 1565 ; abbé pour la deuxième fois.
- Angelo IV (de Faggis) : 1565 – 1568 ; abbé pour la deuxième fois.
- Bernardo II (de Adamo) : 1568 – 1570
- Mattia Mattaleia : 1570 – 1572
- Angelo IV (de Faggis) : 1572 – 1575 ; abbé pour la troisième fois.
- Girolamo IV (Gersale) : 1575 – 1577
- Bernardo III (Ferrajolo) : 1577 – 1580
- Desiderio II : 1580 – 1585
- Bernardo III (Ferrajolo) : 1585 – 1587 ; abbé pour la deuxième fois.
- Egidio II (Sernicoli) : 1587 – 1589
- Andrea II : 1589 – 1590
- Girolamo V (Brugia) : 1590 – 1595
- Basilio II : 1595 – 1596
- Vittorino de Manso : 1597 – 1598
- Zaccaria II (Tarasco) : 1598 – 1599
- Ambrogio Rastellini : 1599 – 1602

## XVIIesiècle
- Desiderio III : 1603 – 1604
- Gregorio Casamata : 1605 – 1608
- Paolo da Cosenza : 1608 – 1609
- Onorato Scalisi : 1609 – 1614
- Isidoro II (Agresti) : 1614 – 1617
- Paolo II (Scotti) : 1617 – 1621
- Bernardino Saivedra : 1621 – 1624
- Simplicio II (Caffarelli) : 1625 – 1628
- Paolo II (Scotti) : 1629 – 1630 ; abbé pour la deuxième fois.
- Angelo V (Grassi) : 1631 – 1631
- Paolo Camillo Casati : 1632 – 1634
- Desiderio IV (Petronio) : 1635 – 1639
- Severino Fusco : 1640 – 1645
- Andrea III (Arcioni) : 1645 - 1647
- Desiderio IV (Petronio) : 1648 – 1649
- Domenico II (Quesada) : 1650 – 1653
- Carlo de Mauro : 1654 – 1657
- Angelo VI (della Noce) : 1657 – 1661
- Anastasio Perrone : 1661 – 1665
- Angelo VI (della Noce) : 1665 – 1669 ; abbé pour la deuxième fois.
- Mauro Cesarini : 1669 – 1675
- Severino II (Pepe) : 1675 – 1680
- Andrea IV (Deodati) : 1680 – 1681
- Sebastiano Biancardi : 1681 – 1687
- Andrea IV (Deodati) : 1687 – 1692 ; abbé pour la deuxième fois.
- Severino II (Pepe) : 1692 – 1697 ; abbé pour la deuxième fois.
- Ippolito della Penna : 1697 – 1704

## XVIIIesiècle
- Gregorio II (Galisio) : 1704 – 1717
- Nicola III (Ruggi) : 1717 – 1722
- Arcangelo Brancaccio : ? – 1725
- Sebastiano II (Gadaleta) : 1725 – 1731
- Stefano IV (de Stefano) : 1731 – 1737
- Ildefonso del Verme : 1737 – 1739
- Sebastiano II (Gadaleta) : 1739 – 1745 ; abbé pour la deuxième fois.
- Antonio II (Capece) : 1745 – 1751
- Giovanni Maria Ragosa : 1751 – 1753
- Marino II (Migliarese) : 1754 – 1760
- Domenico III (Favilla) : 1760 – 1766
- Aurelio Parisio : 1766 – 1772
- Rinaldo Santomagno : 1772 – 1778
- Domenico III (Favilla) : 1778 – 1780) ; abbé pour la deuxième fois.
- Prospero de Rosa : 1781 – 1787
- Tommaso II (Capomazza) : 1788 – 1793
- Prospero de Rosa : 1793 – 1797 ; abbé pour la deuxième fois.
- Marino III (Lucarelli) : 1797 – 1804

## XIXesiècle
- Aurelio II (Visconti) : 1804 – 1816
- Giuseppe del Balzo : 1817 – 1821
- Luigi Bovio : 1821 – 1828
- Giacomo Diez : 1828 – 1834
- Celestino Gonzaga : 1834 – 1840
- Matteo Morso : 1840 – 1840
- Giuseppe II (Frisari) : 1841 – 1849
- Michelangelo Celesia : 1850 – 1858
- Simplicio III (Pappalettere) : 1858 – 1863
- Carlo II (de Vera) : 1863 – 1871
- Nicola IV (d'Orgemont) : 1872 – 1896
- Giuseppe III (Quandel) : 1896 – 1897
- Bonifacio Maria Krug : 1897 – 1909

## XXesiècle
- Gregorio IV (Diamare) : 1909 – 1945
  - 1944 : quatrième destruction du Mont-Cassin (cf. bataille du Monte Cassino).
- Ildefonso II (Rea) : 1945 – 1971 ; sous sa gouvernance, reconstruction de l'abbaye de 1948 à 1956.
- Martino Matronola : 1971 – 1983
- Bernardo IV (Fabio D'Onorio) : 1983 – 2007

## XXIesiècle
- Pietro VI (Vittorelli) : 2007 – 2013
- Donato Ogliari : 2014 – 2022
- Antonio Luca Fallica[4] : 2023 – en fonction